# La Ravoire
 La Ravoire  es una población y comuna francesa, en la región de Ródano-Alpes, departamento de Saboya, en el distrito de Chambéry y cantón de La Ravoire.

## Demografía
| 1649 | 2694 | 4020 | 6659 | 6689 | 6555 |
| Para los censos de 1962 a 1999 la población legal corresponde a la población sin duplicidades (Fuente: INSEE [Consultar]) |      |      |      |      |      |